# ちょっと福岡行ってきました!
『ちょっと福岡行ってきました!』（ちょっとふくおかいってきました!）は、2017年10月14日からTVQ九州放送（テレQ）で放送されている同局ローカルの旅バラエティ番組。

## 概要
毎回、中央（首都圏を拠点に活動する）の有名タレントや俳優が番組オリジナルの弾丸日帰りツアーに参加する。単なる観光ではなく、各目的地ではミッションが用意されており、それをクリアしながらタイムリミットまでにゴールすることを目指す。テレQでも放送されている『ローカル路線バス乗り継ぎの旅』や『水バラ』（いずれもテレビ東京製作）のようにゲーム性が強い旅番組の福岡版でもある。
2016年12月と2017年1月・6月に3回特番として放送され、最高視聴率9.5％を記録し好評だったことから、2017年10月よりレギュラー番組化された。長年『きらり九州めぐり逢い』が放送されていた土曜日のゴールデンタイムに放送されており、本番組の開始に伴い、『きらり九州めぐり逢い』は土曜日13:59 - 14:30の放送となった。
2018年からは不定期（現時点では年1回のペース）にゴリけんがディレクターを担当するスピンオフ企画『ゴリけんDのちょっと福岡来てもらいました!』が放送されている。
新型コロナウイルス感染症の流行による緊急事態宣言発令に伴い、2020年4月18日から6月27日と2021年2月27日から4月10日までは過去の放送回の傑作選を放送した。2021年以降はゴリけんがスタジオでMCとなり、ゲストとのリモートによる過去の放送回の名場面を振り返る特別編が放送された（同年6月12日放送分以降でも不定期に実施）。
基本的にテレQのみでの放送だが、TVerでも配信されているため、日本全国で視聴が可能である。また、テレビせとうちでも通常土曜日にテレビ東京から同時ネットしている『土曜スペシャル』と『出川哲朗の充電させてもらえませんか?』を特別番組などで休止し、時間に空きが生じる場合に穴埋めとして本番組を放送することがある。なお、他のテレビ東京系列局や独立局でも番組の検討枠の穴埋めとして不定期に放送される場合がある。

## ルール
福岡県内の72の市区町村（福岡市と北九州市は行政区）内で1つずつ与えられる4つのミッションを制限時間内にクリアすることを目指す。
ゲストのタレントや俳優2名（または3名）が福岡空港に到着後、10:00（または11:00）に空港をスタートし、くじ引きで選んだ福岡県内の4つの市区町村を巡りながら、「ご当地グルメ」「感動体験」「特産品」「この町一番の〇〇」という4つのミッションをクリアしていき、最終の飛行機に間に合うように、19:00（11:00スタートの場合は20:00）までに福岡空港に戻れたらゴールとなる。なお、2回目以降の出演時は既に訪問した市区町村がくじ引きから除外される。
ミッションを全てクリアした場合は、ご褒美として福岡の名産品がプレゼントされる。全てクリアできなかった場合は、視聴者に向かって謝罪させられる。
2019年4月放送回からは、4つのミッションを全てクリアできた場合のご褒美の名産品が、4つの市区町村に在住する住民にも抽選で1名にプレゼントされるという新ルールが加わった。
2020年8月15日放送分からは新型コロナウイルス感染症流行の影響で、スタート地点が福岡空港ではなくテレQの本社（福岡市博多区）に変更されていたが、同年11月14日放送分から再び福岡空港からのスタートに戻った。ただし2022年から、回によっては福岡空港近くにある公園からスタートしている。

## 放送リスト

### 特番
| 2016年 | 2016年         | 2016年                                   | 2016年 | 2016年           | 2016年 |
| 回     | 放送年月日     | 旅人                                     | ルート | ミッションクリア | 備考   |
| ------ | -------------- | ---------------------------------------- | ------ | ---------------- | ------ |
| 1      | 2016年12月20日 | ウド鈴木（キャイ〜ン）、飯尾和樹（ずん） |        |                  |        |
| 2017年 |                |                                          |        |                  |        |
| 2      | 2017年1月28日  | 松本伊代、井森美幸                       |        |                  |        |
| 3      | 2017年6月10日  | 篠原信一、前園真聖                       |        |                  |        |

### レギュラー放送

#### 2017年
| 2017年 | 2017年   | 2017年                                    | 2017年                                          | 2017年           | 2017年               |
| 回     | 放送日   | 旅人                                      | ルート                                          | ミッションクリア | 備考                 |
| ------ | -------- | ----------------------------------------- | ----------------------------------------------- | ---------------- | -------------------- |
| 1      | 10月14日 | 宇梶剛士、田中要次                        | 宗像市→みやこ町→北九州市門司区                  | ×                |                      |
| 2      | 10月21日 | 岡田圭右（ますだおかだ）、木下隆行（TKO） | 直方市→築上町→小郡市→福岡市早良区               | 〇               |                      |
| 3      | 10月28日 | 鈴木拓（ドランクドラゴン）、福田彩乃      | 篠栗町→宮若市→福岡市中央区→福津市               | ×                | 福津市には到達せず。 |
| 4      | 11月4日  | 篠原信一、前園真聖                        | 北九州市若松区→嘉麻市→中間市→新宮町             |                  |                      |
| 5      | 11月11日 | いとうあさこ、吉田沙保里                  | 北九州市小倉北区→福岡市中央区→糸島市→福岡市東区 |                  |                      |
| 6      | 11月18日 | 上地雄輔、SHOCK EYE（湘南乃風）           | 太宰府市→大刀洗町→芦屋町→福岡市城南区           | 〇               |                      |
| 7      | 11月25日 | 原田龍二、照英                            | 柳川市→飯塚市→久留米市→福岡市早良区             | ×                | 早良区には到達せず。 |
| 8      | 12月2日  | 陣内智則、山田菜々（元NMB48）             | 北九州市戸畑区→北九州市小倉南区→豊前市→宇美町   |                  |                      |
| 9      | 12月9日  | ウド鈴木（キャイ～ン）、飯尾和樹（ずん）  | 福岡市西区→福津市→福智町→志免町                 |                  |                      |
| 10     | 12月16日 | 松本伊代、早見優                          | 久山町→福岡市城南区→うきは市→古賀市             | ×                | 古賀市には到達せず。 |
| 11     | 12月23日 | 狩野英孝、小島よしお                      | 福岡市東区→飯塚市→上毛町→北九州市八幡西区       | 〇               |                      |

#### 2018年
| 2018年 | 2018年   | 2018年                                           | 2018年                                                    | 2018年           | 2018年                                                                                                 |
| 回     | 放送日   | 旅人                                             | ルート                                                    | ミッションクリア | 備考                                                                                                   |
| ------ | -------- | ------------------------------------------------ | --------------------------------------------------------- | ---------------- | --- |
| 12     | 1月6日   | 柳沢慎吾、井森美幸                               | 福岡市博多区→大任町→北九州市八幡東区→鞍手町               | ×                | 鞍手町には到達せず。                                                                                   |
| 13     | 1月13日  | 剛力彩芽、鹿沼憂妃                               | 八女市→久留米市→行橋市                                    | ×                | |
| 14     | 1月20日  | 木本武宏（TKO）、コカドケンタロウ（ロッチ）      | 大刀洗町→福岡市西区→北九州市八幡西区→福岡市南区           | ×                | |
| 15     | 1月27日  | 大悟（千鳥）、吉村崇（平成ノブシコブシ）         | 糸島市→田川市→北九州市小倉北区→福岡市早良区               | 〇               | |
| 16     | 2月3日   | 篠原信一、前園真聖                               | 大川市→川崎町→北九州市八幡西区                            | ×                | |
| 17     | 2月10日  | 森脇健児、団長安田（安田大サーカス）             | 八女市→大野城市→北九州市門司区→春日市                     | ×                | 春日市での滞在時間は5分。                                                                              |
| 18     | 2月17日  | 具志堅用高、レッド吉田（TIM）                    | 福岡市中央区→朝倉市→筑後市→古賀市                         |                  | |
| 19     | 3月3日   | 浅田舞、村上佳菜子                               | 篠栗町→筑前町→糸島市                                      | ×                | |
| 20     | 3月10日  | 石原良純、花田虎上                               | 北九州市小倉北区→北九州市若松区→行橋市→筑紫野市           | 〇               | |
| 21     | 3月17日  | 岡田圭右（ますだおかだ）、木下隆行（TKO）        | 鞍手町→久山町→北九州市八幡西区→芦屋町                     |                  | |
| 22     | 3月24日  | 友近、はるな愛                                   | 北九州市門司区→粕屋町→福岡市早良区→篠栗町                 |                  | |
| 23     | 3月31日  | はしのえみ、鈴木あきえ                           | 添田町→福岡市城南区→宮若市→福岡市博多区                   | 〇               | |
| 24     | 4月7日   | 山本譲二、竹内力                                 | 志免町→うきは市→添田町→福岡市早良区                       | 〇               | |
| 25     | 4月14日  | 大林素子、ワッキー（ペナルティ）                 | みやこ町→福岡市城南区→北九州市小倉北区→筑紫野市           |                  | |
| 26     | 4月21日  | 桜井日奈子、森貴美子                             | みやこ町→北九州市門司区→福岡市中央区→筑紫野市             | 〇               | |
| 27     | 5月12日  | 品川祐（品川庄司）、中岡創一（ロッチ）           | 吉富町→桂川町→福智町→福岡市中央区                         | 〇               | |
| 28     | 5月19日  | 西川きよし、浜本広晃（テンダラー）               | 鞍手町→粕屋町→田川市→桂川町                               | 〇               | |
| 29     | 5月26日  | 的場浩司、林家三平                               | 北九州市小倉北区→北九州市戸畑区→柳川市→うきは市           | 〇               | |
| 30     | 6月2日   | JOY、ユージ                                      | 糸島市→広川町→北九州市小倉北区→香春町                     | ×                | 香春町には到達せず。                                                                                   |
| 31     | 6月9日   | 松本明子、原田龍二                               | 春日市→志免町→須恵町→みやま市                             | 〇               | ゴリけんがディレクターを担当するスピンオフ番組「ゴリけんDのちょっと福岡来てもらいました!」として放送。 |
| 32     | 6月16日  | 篠原信一、前園真聖                               | 大野城市→うきは市→須恵町→篠栗町                           |                  | |
| 33     | 6月23日  | あびる優、古閑美保                               | 久山町→苅田町→田川市→筑後市                               |                  | |
| 34     | 6月30日  | 松村邦洋、磯山さやか                             | 水巻町→篠栗町→中間市→みやこ町                             |                  | |
| 35     | 7月7日   | 岡田圭右（ますだおかだ）、木下隆行（TKO）        | 大刀洗町→新宮町→糸島市→小竹町                             |                  | |
| 36     | 7月14日  | ウド鈴木（キャイ～ン）、飯尾和樹（ずん）         | 大川市→粕屋町→宗像市→宇美町                               | ×                | 宇美町には到達せず。                                                                                   |
| 37     | 7月21日  | イジリー岡田、神奈月                             | 大牟田市→筑紫野市→北九州市戸畑区→福智町                   |                  | |
| 38     | 7月28日  | 福田充徳（チュートリアル）、レイザーラモンRG     | 苅田町→赤村→嘉麻市→福岡市中央区                           |                  | |
| 39     | 9月1日   | 渡辺徹、中川家                                   | 北九州市小倉南区→川崎町→大川市                            | ×                | 番組初の3人旅。                                                                                        |
| 40     | 9月8日   | 榊原郁恵、柴田理恵                               | 福岡市早良区→宗像市→北九州市戸畑区                        | ×                | |
| 41     | 9月15日  | 渡辺正行、藤田朋子                               | 久留米市→築上町→北九州市戸畑区→田川市                     | 〇               | |
| 42     | 9月29日  | 野呂佳代、安藤なつ（メイプル超合金）             | 東峰村→北九州市小倉北区→遠賀町→北九州市小倉南区           |                  | |
| 43     | 10月13日 | 宇梶剛士、田中要次                               | 北九州市小倉北区→直方市→桂川町→遠賀町                     |                  | |
| 44     | 10月20日 | 有野晋哉（よゐこ）、光浦靖子（オアシズ）         | 大任町→上毛町→築上町→古賀市                               |                  | |
| 45     | 10月27日 | 篠原信一、前園真聖                               | 吉富町→広川町→筑前町→福岡市東区                           |                  | |
| 46     | 11月3日  | クロちゃん（安田大サーカス）、鈴木奈々           | 北九州市八幡西区→吉富町→岡垣町→筑前町                     | ×                | 筑前町には到達せず。                                                                                   |
| 47     | 11月10日 | 假屋崎省吾、濱田マリ                             | 那珂川町（現・那珂川市）→宮若市→福岡市城南区→福岡市博多区 |                  | |
| 48     | 11月24日 | 藤森慎吾（オリエンタルラジオ）、おばたのお兄さん | 川崎町→太宰府市→須恵町→古賀市                             |                  | |
| 49     | 12月1日  | モト冬樹、マルシア                               | 宇美町→赤村→筑紫野市→久山町                               | ×                | |
| 50     | 12月8日  | 柳沢慎吾、井森美幸                               | 北九州市門司区→苅田町→筑前町→筑紫野市                     | ×                | |
| 51     | 12月15日 | 大久保佳代子（オアシズ）、川村エミコ（たんぽぽ） | 岡垣町→朝倉市→筑後市→福岡市南区                           | 〇               | |
| 52     | 12月22日 | ビビる大木、チャンカワイ（Wエンジン）            | 直方市→うきは市→みやこ町→築上町                           | ×                | 築上町には到達せず。                                                                                   |

#### 2019年
| 2019年 | 2019年   | 2019年                                                     | 2019年                                            | 2019年           | 2019年                                                                                                 |
| 回     | 放送日   | 旅人                                                       | ルート                                            | ミッションクリア | 備考                                                                                                   |
| ------ | -------- | ---------------------------------------------------------- | ------------------------------------------------- | ---------------- | --- |
| 53     | 1月5日   | 肥後克広（ダチョウ倶楽部）、上島竜兵（ダチョウ倶楽部）     | 古賀市→嘉麻市→直方市→行橋市                       | 〇               | |
| 54     | 1月12日  | 岡田圭右（ますだおかだ）、木下隆行（TKO）                  | 川崎町→北九州市小倉北区→久留米市→広川町           | 〇               | |
| 55     | 1月19日  | 大林素子、ザ・たっち                                       | 久留米市→筑紫野市→広川町→宇美町                   | ×                | |
| 56     | 1月26日  | 木本武宏（TKO）、コカドケンタロウ（ロッチ）                | 志免町→飯塚市→川崎町                              | ×                | |
| 57     | 2月2日   | カミナリ                                                   | うきは市→遠賀町→築上町→北九州市八幡西区           | ×                | |
| 58     | 2月9日   | 岡江久美子、高橋ひとみ                                     | 川崎町→福岡市博多区→粕屋町→北九州市小倉南区       | 〇               | |
| 59     | 2月16日  | ウド鈴木（キャイ～ン）、飯尾和樹（ずん）                   | 北九州市小倉北区→田川市→行橋市                    | ×                | |
| 60     | 2月23日  | 天野ひろゆき（キャイ～ン）、やす（ずん）                   | 飯塚市→うきは市→糸島市→福津市                     | 〇               | |
| 61     | 3月2日   | 野々村真、森尾由美                                         | 苅田町→福岡市南区→豊前市→筑紫野市                 | ×                | 番組史上最長距離の400キロ超え。                                                                        |
| 62     | 3月9日   | 松村邦洋、磯山さやか                                       | 久留米市→北九州市八幡東区→小郡市                  | ×                | |
| 63     | 3月16日  | 松本伊代、早見優                                           | 北九州市八幡西区→久留米市→筑前町→那珂川市         | 〇               | |
| 64     | 3月23日  | 光浦靖子（オアシズ）、白鳥久美子（たんぽぽ）               | 豊前市→筑紫野市→大牟田市                          | ×                | ちゅうえい（流れ星）、浜谷健司（ハマカーン）と同日に撮影。                                             |
| 65     | 3月30日  | ちゅうえい（流れ星）、浜谷健司（ハマカーン）               | 久留米市→桂川町→柳川市→大野城市                   | 〇               | 光浦靖子（オアシズ）、白鳥久美子（たんぽぽ）と同日に撮影。                                             |
| 66     | 4月6日   | 渡辺正行、藤田朋子                                         | 桂川町→飯塚市→筑後市→鞍手町                       | 〇               | |
| 67     | 4月13日  | 岡田圭右（ますだおかだ）、木下隆行（TKO）                  | 福岡市博多区→福岡市中央区→みやこ町→糸田町         | 〇               | |
| 68     | 4月20日  | クロちゃん（安田大サーカス）、高橋みなみ                   | 芦屋町→福岡市城南区→北九州市戸畑区→北九州市門司区 | ×                | 北九州市門司区には到達できず。                                                                         |
| 69     | 5月4日   | 大林素子、武田修宏                                         | 吉富町→桂川町→広川町→柳川市                       | 〇               | |
| 70     | 5月11日  | 足立梨花、生駒里奈                                         | 篠栗町→北九州市八幡東区→久留米市→朝倉市           | 〇               | |
| 71     | 5月18日  | 渚（尼神インター）、ガンバレルーヤ                         | 小郡市→朝倉市→東峰村→みやこ町                     | ×                | みやこ町には到達できず。                                                                               |
| 72     | 5月25日  | 篠原信一、前園真聖                                         | 糸田町→粕屋町→太宰府市→水巻町                     | 〇               | |
| 73     | 6月1日   | いとうあさこ、ブルゾンちえみ                               | 久留米市→田川市→那珂川市→福岡市南区               | 〇               | |
| 74     | 6月15日  | 大悟（千鳥）、吉村崇（平成ノブシコブシ）                   | 小郡市→糸田町→添田町→北九州市門司区               | 〇               | |
| 75     | 6月22日  | 品川祐（品川庄司）、中岡創一（ロッチ）                     | 福岡市南区→北九州市若松区→朝倉市→福岡市城南区     | 〇               | |
| 76     | 6月29日  | チョコレートプラネット                                     | 新宮町→大野城市→北九州市若松区→春日市             | 〇               | |
| 77     | 7月6日   | 品川祐（品川庄司）、狩野英孝                               | 柳川市→北九州市戸畑区→香春町→須恵町               | ×                | |
| 78     | 7月13日  | 野呂佳代、安藤なつ（メイプル超合金）                       | 筑紫野市→中間市→大野城市→宮若市                   | 〇               | |
| 79     | 8月3日   | 藤本敏史（FUJIWARA）、ナダル（コロコロチキチキペッパーズ） | 北九州市小倉北区→宇美町→香春町→朝倉市             | ×                | |
| 80     | 8月10日  | 具志堅用高、レッド吉田（TIM）                              | 北九州市八幡西区→大刀洗町→福智町→みやこ町         | ×                | みやこ町には到達できず。                                                                               |
| 81     | 8月24日  | 大竹まこと、風間杜夫                                       | 志免町→川崎町→大牟田市→那珂川市                   | 〇               | |
| 82     | 9月14日  | JOY、ユージ                                                | うきは市→小郡市→添田町→香春町                     | 〇               | |
| 83     | 9月21日  | 板野友美、川村エミコ（たんぽぽ）                           | 糸島市→福岡市博多区→飯塚市→那珂川市               | ×                | 那珂川市には到達できず。                                                                               |
| 84     | 9月28日  | 渡辺正行、藤田朋子                                         | 直方市→大木町→添田町→みやま市                     | ×                | みやま市には到達できず。 また、この回で福岡県内の全72市区町村を制覇した。                              |
| 85     | 10月12日 | 宇梶剛士、田中要次                                         | 水巻町→福岡市東区→田川市→大野城市                 | ×                | |
| 86     | 10月19日 | 篠原信一、前園真聖                                         | 桂川町→福岡市中央区→宮若市 →豊前市                | 〇               | |
| 87     | 10月26日 | 大林素子、武田修宏                                         | 福岡市中央区→直方市→うきは市→糸田町               | ×                | |
| 88     | 11月2日  | 椿鬼奴、黒沢かずこ（森三中）                               | 志免町→福岡市西区→福岡市東区→築上町               | ×                | |
| 89     | 11月16日 | 岡田圭右（ますだおかだ）、木下隆行（TKO）                  | 柳川市→宗像市→八女市                              | ×                | |
| 90     | 11月23日 | 的場浩司、青木さやか                                       | 香春町→宗像市→飯塚市→北九州市小倉北区             | 〇               | ゴリけんがディレクターを担当するスピンオフ番組「ゴリけんDのちょっと福岡来てもらいました!」として放送。 |
| 91     | 11月30日 | 野々村真、森尾由美                                         | 宗像市→北九州市小倉北区→筑紫野市→福岡市博多区     | 〇               | |
| 92     | 12月7日  | 熊田曜子、磯山さやか                                       | 新宮町→宇美町→水巻町→須恵町                       | ×                | |
| 93     | 12月14日 | 榊原郁恵、柴田理恵                                         | 広川町→大任町→直方市                              | ×                | |
| 94     | 12月21日 | COWCOW                                                     | 新宮町→福岡市西区→桂川町→築上町                   | ×                | |

#### 2020年
| 2020年 | 2020年   | 2020年 | 2020年 | 2020年 | 2020年 |
| 回     | 放送日   | 旅人 | ルート | ミッションクリア                                                                                             | 備考 |
| ------ | -------- | --- | --- | --- | --- |
| 95     | 1月11日  | 中山秀征、マルシア                                                                                           | 福岡市東区→北九州市小倉南区→糸島市→上毛町                                                                    | × | ゴリけんがディレクターを担当するスピンオフ番組「ゴリけんDのちょっと福岡来てもらいました!」として放送。上毛町には到達できず。 |
| 96     | 1月18日  | 岡江久美子、高橋ひとみ                                                                                       | 小竹町→広川町→久山町                                                                                         | × | |
| 97     | 1月25日  | 大久保佳代子（オアシズ）、川村エミコ（たんぽぽ）                                                             | 豊前市→宗像市→大刀洗町→春日市                                                                                | 〇 | |
| 98     | 2月1日   | 阿佐ヶ谷姉妹                                                                                                 | 筑紫野市→大牟田市→八女市→大川市                                                                              | × | |
| 99     | 2月8日   | クロちゃん（安田大サーカス）、高橋みなみ                                                                     | 行橋市→岡垣町→宮若市→みやま市                                                                                | × | |
| 100    | 2月15日  | 松本明子、柴田英嗣（アンタッチャブル）                                                                       | 豊前市→大刀洗町→春日市→筑紫野市                                                                              | 〇 | |
| 101    | 2月22日  | 木本武宏（TKO）、コカドケンタロウ（ロッチ）                                                                  | 朝倉市→福岡市博多区→北九州市門司区→福智町                                                                    | × | 最後は田川市に向かうはずだったが、その手前の福智町のお店に入ってしまい、タイムアウトになった。                               |
| 102    | 2月29日  | カミナリ | 北九州市若松区→行橋市→大野城市→福津市                                                                        | 〇 | |
| 103    | 3月7日   | 柳沢慎吾、井森美幸                                                                                           | 柳川市→遠賀町→宮若市→福岡市東区                                                                              | 〇 | |
| 104    | 3月14日  | みやぞん（ANZEN漫才）、丸山桂里奈                                                                            | 糸島市→行橋市→北九州市若松区→志免町                                                                          | 〇 | |
| 105    | 3月21日  | アインシュタイン                                                                                             | 大任町→新宮町→春日市→福岡市中央区                                                                            | 〇 | |
| 106    | 4月4日   | 渡辺正行、藤田朋子                                                                                           | 宇美町→糸田町→香春町→川崎町                                                                                  | 〇 | |
| 107    | 4月11日  | どぶろっく                                                                                                   | 遠賀町→大木町→みやま市→飯塚市                                                                                | 〇 | |
| 108    | 4月18日  | クロちゃん（安田大サーカス）、高橋みなみ                                                                     | 芦屋町→福岡市城南区→北九州市戸畑区→北九州市門司区                                                            | × | 2019年4月20日のアンコール放送。                                                                                              |
| 109    | 4月25日  | 岡江久美子、高橋ひとみ                                                                                       | 小竹町→広川町→久山町                                                                                         | × | 2020年1月18日のアンコール放送。2020年4月23日に新型コロナウイルスによる肺炎で死去した岡江久美子を追悼しての放送。             |
| 110    | 5月2日   | 渚（尼神インター）、ガンバレルーヤ                                                                           | 小郡市→朝倉市→東峰村→みやこ町                                                                                | × | 2019年5月18日のアンコール放送。                                                                                              |
| 111    | 5月9日   | 篠原信一、前園真聖                                                                                           | 糸田町→粕屋町→太宰府市→水巻町                                                                                | 〇 | 2019年5月25日のアンコール放送。                                                                                              |
| 112    | 5月16日  | 大悟（千鳥）、吉村崇（平成ノブシコブシ）                                                                     | 小郡市→糸田町→添田町→北九州市門司区                                                                          | 〇 | 2019年6月15日のアンコール放送。                                                                                              |
| 113    | 5月23日  | 品川祐（品川庄司）、中岡創一（ロッチ）                                                                       | 福岡市南区→北九州市若松区→朝倉市→福岡市城南区                                                                | 〇 | 2019年6月22日のアンコール放送。                                                                                              |
| 114    | 5月30日  | チョコレートプラネット                                                                                       | 新宮町→大野城市→北九州市若松区→春日市                                                                        | 〇 | 2019年6月29日のアンコール放送。                                                                                              |
| 115    | 6月6日   | 大林素子、武田修宏                                                                                           | 吉富町→桂川町→広川町→柳川市                                                                                  | 〇 | 2019年5月4日のアンコール放送。                                                                                               |
| 116    | 6月13日  | 足立梨花、生駒里奈                                                                                           | 篠栗町→北九州市八幡東区→久留米市→朝倉市                                                                      | 〇 | 2019年5月11日のアンコール放送。                                                                                              |
| 117    | 6月20日  | 品川祐（品川庄司）、狩野英孝                                                                                 | 柳川市→北九州市戸畑区→香春町→須恵町                                                                          | × | 2019年7月6日のアンコール放送。                                                                                               |
| 118    | 6月27日  | 野呂佳代、安藤なつ（メイプル超合金）                                                                         | 筑紫野市→中間市→大野城市→宮若市                                                                              | 〇 | 2019年7月13日のアンコール放送。                                                                                              |
| 119    | 7月4日   | 片岡鶴太郎、松村邦洋                                                                                         | 広川町→春日市→遠賀町→久留米市                                                                                | 〇 | 撮影は2020年3月18日。 |
| 120    | 7月25日  | おかずクラブ                                                                                                 | 大野城市→北九州市八幡東区→大木町                                                                             | × | 撮影は2020年3月。 |
| 121    | 8月1日   | ワッキー（ペナルティ）、庄司智春（品川庄司）                                                                 | 築上町→中間市→北九州市小倉南区→福岡市中央区                                                                  | × | 撮影は2020年3月。 |
| 122    | 8月15日  | 具志堅用高、レッド吉田（TIM）                                                                                | テレQ→中間市→福岡市西区→大牟田市→宗像市                                                                      | 〇 | この回からテレQの社屋からのスタート。                                                                                        |
| 123    | 8月22日  | スタジオでゴリけんをMCに、岡田圭右（ますだおかだ）、大久保佳代子（オアシズ）と過去の名場面を振り返る特別編。 | スタジオでゴリけんをMCに、岡田圭右（ますだおかだ）、大久保佳代子（オアシズ）と過去の名場面を振り返る特別編。 | スタジオでゴリけんをMCに、岡田圭右（ますだおかだ）、大久保佳代子（オアシズ）と過去の名場面を振り返る特別編。 | スタジオでゴリけんをMCに、岡田圭右（ますだおかだ）、大久保佳代子（オアシズ）と過去の名場面を振り返る特別編。                 |
| 124    | 8月29日  | スタジオでゴリけんをMCに、岡田圭右（ますだおかだ）、大久保佳代子（オアシズ）と過去の名場面を振り返る特別編。 | スタジオでゴリけんをMCに、岡田圭右（ますだおかだ）、大久保佳代子（オアシズ）と過去の名場面を振り返る特別編。 | スタジオでゴリけんをMCに、岡田圭右（ますだおかだ）、大久保佳代子（オアシズ）と過去の名場面を振り返る特別編。 | スタジオでゴリけんをMCに、岡田圭右（ますだおかだ）、大久保佳代子（オアシズ）と過去の名場面を振り返る特別編。                 |
| 125    | 9月5日   | スタジオでゴリけんをMCに、松本明子、木本武宏（TKO）と過去の名場面を振り返る特別編。                          | スタジオでゴリけんをMCに、松本明子、木本武宏（TKO）と過去の名場面を振り返る特別編。                          | スタジオでゴリけんをMCに、松本明子、木本武宏（TKO）と過去の名場面を振り返る特別編。                          | スタジオでゴリけんをMCに、松本明子、木本武宏（TKO）と過去の名場面を振り返る特別編。                                          |
| 126    | 9月26日  | スタジオでゴリけんをMCに、松本明子、木本武宏（TKO）と過去の名場面を振り返る特別編。                          | スタジオでゴリけんをMCに、松本明子、木本武宏（TKO）と過去の名場面を振り返る特別編。                          | スタジオでゴリけんをMCに、松本明子、木本武宏（TKO）と過去の名場面を振り返る特別編。                          | スタジオでゴリけんをMCに、松本明子、木本武宏（TKO）と過去の名場面を振り返る特別編。                                          |
| 127    | 10月10日 | 宇梶剛士、田中要次                                                                                           | テレQ→赤村→広川町→大木町→志免町                                                                              | × | |
| 128    | 10月17日 | 渡辺正行、藤田朋子                                                                                           | テレQ→北九州市八幡西区→福岡市城南区→東峰村→福岡市早良区                                                      | 〇 | |
| 129    | 10月24日 | 橋本直（銀シャリ）、森田哲矢（さらば青春の光）                                                               | テレQ→川崎町→筑紫野市→那珂川市→久山町                                                                        | 〇 | |
| 130    | 10月31日 | 松本明子、原田龍二                                                                                           | テレQ→添田町→香春町→田川市→北九州市八幡東区                                                                  | 〇 | ゴリけんがディレクターを担当するスピンオフ番組「ゴリけんDのちょっと福岡来てもらいました!」として放送。                       |
| 131    | 11月7日  | ウド鈴木（キャイ～ン）、飯尾和樹（ずん）                                                                     | テレQ→宮若市→大任町→那珂川市→春日市                                                                          | 〇 | |
| 132    | 11月14日 | 大久保佳代子（オアシズ）、川村エミコ（たんぽぽ）                                                             | 柳川市→小郡市→宇美町→水巻町                                                                                  | 〇 | この回から再び福岡空港からのスタート。                                                                                       |
| 133    | 11月21日 | 篠原信一、前園真聖                                                                                           | 鞍手町→大任町→小竹町→ 北九州市小倉南区                                                                       | × | |
| 134    | 11月28日 | 大林素子、武田修宏                                                                                           | 北九州市八幡西区→粕屋町→久留米市→北九州市八幡東区                                                            | 〇 | |
| 135    | 12月5日  | カミナリ | 大牟田市→古賀市→福岡市城南区→福岡市東区                                                                      | × | |
| 136    | 12月12日 | 椿鬼奴、黒沢かずこ（森三中）                                                                                 | 北九州市戸畑区→北九州市八幡西区→小竹町→うきは市                                                              | × | 定刻までに福岡空港に到着できずタイムアップ。                                                                                 |
| 137    | 12月19日 | NON STYLE | 上毛町→古賀市→福岡市城南区                                                                                   | × | |

#### 2021年
| 2021年 | 2021年   | 2021年 | 2021年 | 2021年 | 2021年 |
| 回     | 放送日   | 旅人 | ルート | ミッションクリア | 備考 |
| ------ | -------- | --- | --- | --- | --- |
| 138    | 1月9日   | 「美女と野獣チーム」クロちゃん（安田大サーカス）、高橋みなみ 「天然チーム」丸山桂里奈、別府ともひこ（エイトブリッジ）                  | 「美女と野獣チーム」 那珂川市→広川町→飯塚市 →宗像市 「天然チーム」 太宰府市→行橋市→苅田町 →福智町                                      | 「美女と野獣チーム」〇 「天然チーム」〇                                                                                                | 番組初の2チーム同時の旅。 18時30分-20時54分の2時間半スペシャル。                                                                                        |
| 139    | 1月23日  | 品川祐（品川庄司）、中岡創一（ロッチ）                                                                                                 | 久山町→須恵町→行橋市→芦屋町 | 〇 | |
| 140    | 1月30日  | 高良健吾、光ママ（しゃかりき） | 香春町→筑前町→宗像市→久山町 | × | |
| 141    | 2月6日   | 春風亭昇太、六角精児 | 糸島市→福岡市東区→田川市→飯塚市 | 〇 | |
| 142    | 2月13日  | 向井慧（パンサー）、斉藤慎二（ジャングルポケット）                                                                                     | 広川町→鞍手町→赤村→須恵町 | 〇 | |
| 143    | 2月20日  | 宮崎美子、久保田磨希 | 大刀洗町→嘉麻市→みやこ町→北九州市門司区                                                                                                | 〇 | |
| 144    | 2月27日  | スタジオでゴリけんをMCに、品川庄司、野呂佳代と過去の名場面を振り返る特別編                                                             | スタジオでゴリけんをMCに、品川庄司、野呂佳代と過去の名場面を振り返る特別編                                                             | スタジオでゴリけんをMCに、品川庄司、野呂佳代と過去の名場面を振り返る特別編                                                             | スタジオでゴリけんをMCに、品川庄司、野呂佳代と過去の名場面を振り返る特別編                                                                              |
| 145    | 3月6日   | スタジオでゴリけんをMCに、品川庄司、野呂佳代と過去の名場面を振り返る特別編                                                             | スタジオでゴリけんをMCに、品川庄司、野呂佳代と過去の名場面を振り返る特別編                                                             | スタジオでゴリけんをMCに、品川庄司、野呂佳代と過去の名場面を振り返る特別編                                                             | スタジオでゴリけんをMCに、品川庄司、野呂佳代と過去の名場面を振り返る特別編                                                                              |
| 146    | 3月13日  | スタジオでゴリけんをMCに、藤本敏史（FUJIWARA）、斉藤慎二（ジャングルポケット）、川村エミコ（たんぽぽ）と過去の名場面を振り返る特別編。 | スタジオでゴリけんをMCに、藤本敏史（FUJIWARA）、斉藤慎二（ジャングルポケット）、川村エミコ（たんぽぽ）と過去の名場面を振り返る特別編。 | スタジオでゴリけんをMCに、藤本敏史（FUJIWARA）、斉藤慎二（ジャングルポケット）、川村エミコ（たんぽぽ）と過去の名場面を振り返る特別編。 | スタジオでゴリけんをMCに、藤本敏史（FUJIWARA）、斉藤慎二（ジャングルポケット）、川村エミコ（たんぽぽ）と過去の名場面を振り返る特別編。                  |
| 147    | 3月20日  | スタジオでゴリけんをMCに、井森美幸、カミナリと過去の名場面を振り返る特別編。                                                           | スタジオでゴリけんをMCに、井森美幸、カミナリと過去の名場面を振り返る特別編。                                                           | スタジオでゴリけんをMCに、井森美幸、カミナリと過去の名場面を振り返る特別編。                                                           | スタジオでゴリけんをMCに、井森美幸、カミナリと過去の名場面を振り返る特別編。                                                                            |
| 148    | 3月27日  | スタジオでゴリけんをMCに、井森美幸、カミナリと過去の名場面を振り返る特別編。                                                           | スタジオでゴリけんをMCに、井森美幸、カミナリと過去の名場面を振り返る特別編。                                                           | スタジオでゴリけんをMCに、井森美幸、カミナリと過去の名場面を振り返る特別編。                                                           | スタジオでゴリけんをMCに、井森美幸、カミナリと過去の名場面を振り返る特別編。                                                                            |
| 149    | 4月3日   | スタジオでゴリけんをMCに、高橋ひとみ、原田龍二、ロッチと過去の名場面を振り返る特別編。                                                 | スタジオでゴリけんをMCに、高橋ひとみ、原田龍二、ロッチと過去の名場面を振り返る特別編。                                                 | スタジオでゴリけんをMCに、高橋ひとみ、原田龍二、ロッチと過去の名場面を振り返る特別編。                                                 | スタジオでゴリけんをMCに、高橋ひとみ、原田龍二、ロッチと過去の名場面を振り返る特別編。                                                                  |
| 150    | 4月10日  | スタジオでゴリけんをMCに、高橋ひとみ、原田龍二、ロッチと過去の名場面を振り返る特別編。                                                 | スタジオでゴリけんをMCに、高橋ひとみ、原田龍二、ロッチと過去の名場面を振り返る特別編。                                                 | スタジオでゴリけんをMCに、高橋ひとみ、原田龍二、ロッチと過去の名場面を振り返る特別編。                                                 | スタジオでゴリけんをMCに、高橋ひとみ、原田龍二、ロッチと過去の名場面を振り返る特別編。                                                                  |
| 151    | 4月24日  | 渡辺正行、藤田朋子 | 太宰府市→柳川市→志免町 | × | |
| 152    | 5月1日   | 宇梶剛士、田中要次 | 中間市→小郡市→添田町→福岡市博多区 | 〇 | |
| 153    | 5月8日   | 品川祐（品川庄司）、尾形貴弘（パンサー）                                                                                               | 糸田町→春日市→小竹町→北九州市八幡西区                                                                                                  | 〇 | |
| 154    | 5月15日  | 木本武宏（TKO）、コカドケンタロウ（ロッチ）                                                                                            | 北九州市小倉北区→北九州市小倉南区→古賀市→福津市                                                                                        | 〇 | |
| 155    | 5月22日  | 具志堅用高、レッド吉田（TIM） | 福岡市東区→柳川市→糸島市→新宮町 | × | |
| 156    | 5月29日  | 松本明子、原田龍二 | 久山町→筑紫野市→福岡市東区→東峰村 | 〇 | ゴリけんがディレクターを担当するスピンオフ番組「ゴリけんDのちょっと福岡来てもらいました!」として放送。                                                  |
| 157    | 6月5日   | 丸山桂里奈、くっきー!（野性爆弾） | みやま市→行橋市→糸田町 | × | |
| 158    | 6月12日  | スタジオでゴリけんをMCに、松本明子、森尾由美と過去の名場面を振り返る特別編。                                                           | スタジオでゴリけんをMCに、松本明子、森尾由美と過去の名場面を振り返る特別編。                                                           | スタジオでゴリけんをMCに、松本明子、森尾由美と過去の名場面を振り返る特別編。                                                           | スタジオでゴリけんをMCに、松本明子、森尾由美と過去の名場面を振り返る特別編。                                                                            |
| 159    | 6月19日  | スタジオでゴリけんをMCに、松本明子、森尾由美と過去の名場面を振り返る特別編。                                                           | スタジオでゴリけんをMCに、松本明子、森尾由美と過去の名場面を振り返る特別編。                                                           | スタジオでゴリけんをMCに、松本明子、森尾由美と過去の名場面を振り返る特別編。                                                           | スタジオでゴリけんをMCに、松本明子、森尾由美と過去の名場面を振り返る特別編。                                                                            |
| 160    | 6月26日  | スタジオでゴリけんをMCに、大林素子、板野友美、川村エミコと過去の名場面を振り返る特別編。                                               | スタジオでゴリけんをMCに、大林素子、板野友美、川村エミコと過去の名場面を振り返る特別編。                                               | スタジオでゴリけんをMCに、大林素子、板野友美、川村エミコと過去の名場面を振り返る特別編。                                               | スタジオでゴリけんをMCに、大林素子、板野友美、川村エミコと過去の名場面を振り返る特別編。                                                                |
| 161    | 7月17日  | 大久保佳代子（オアシズ）、川村エミコ（たんぽぽ）                                                                                       | 飯塚市→苅田町→大川市→篠栗町 | × | |
| 162    | 7月31日  | 友近、近藤春菜（ハリセンボン） 向井慧（パンサー）、斉藤慎二（ジャングルポケット）                                                      | 「友近&春菜チーム」 北九州市戸畑区→大任町→福岡市早良区→久山町 「向井&斉藤チーム」 久留米市→太宰府市→新宮町→大川市                      | 「友近&春菜チーム」 〇 「向井&斉藤チーム」 ×                                                                                           | 2チーム同時の旅。 18時30分-20時54分の2時間半スペシャル。                                                                                                |
| 163    | 8月7日   | カミナリ | 宇美町→北九州市八幡西区 →北九州市八幡東区→小郡市                                                                                       | 〇 | |
| 164    | 8月14日  | 大竹まこと、風間杜夫 | 福岡市早良区→古賀市→久山町→飯塚市 | 〇 | |
| 165    | 9月4日   | スタジオでゴリけんをMCに、クロちゃん（安田大サーカス）、高橋みなみ、森田哲矢（さらば青春の光）と過去の名場面を振り返る特別編。         | スタジオでゴリけんをMCに、クロちゃん（安田大サーカス）、高橋みなみ、森田哲矢（さらば青春の光）と過去の名場面を振り返る特別編。         | スタジオでゴリけんをMCに、クロちゃん（安田大サーカス）、高橋みなみ、森田哲矢（さらば青春の光）と過去の名場面を振り返る特別編。         | スタジオでゴリけんをMCに、クロちゃん（安田大サーカス）、高橋みなみ、森田哲矢（さらば青春の光）と過去の名場面を振り返る特別編。                          |
| 166    | 9月11日  | スタジオでゴリけんをMCに、クロちゃん（安田大サーカス）、高橋みなみ、森田哲矢（さらば青春の光）と過去の名場面を振り返る特別編。         | スタジオでゴリけんをMCに、クロちゃん（安田大サーカス）、高橋みなみ、森田哲矢（さらば青春の光）と過去の名場面を振り返る特別編。         | スタジオでゴリけんをMCに、クロちゃん（安田大サーカス）、高橋みなみ、森田哲矢（さらば青春の光）と過去の名場面を振り返る特別編。         | スタジオでゴリけんをMCに、クロちゃん（安田大サーカス）、高橋みなみ、森田哲矢（さらば青春の光）と過去の名場面を振り返る特別編。                          |
| 167    | 9月18日  | スタジオでゴリけんをMCに、藤田朋子、椿鬼奴、光ママ（しゃかりき）と過去の名場面を振り返る特別編。                                       | スタジオでゴリけんをMCに、藤田朋子、椿鬼奴、光ママ（しゃかりき）と過去の名場面を振り返る特別編。                                       | スタジオでゴリけんをMCに、藤田朋子、椿鬼奴、光ママ（しゃかりき）と過去の名場面を振り返る特別編。                                       | スタジオでゴリけんをMCに、藤田朋子、椿鬼奴、光ママ（しゃかりき）と過去の名場面を振り返る特別編。                                                        |
| 168    | 10月16日 | スタジオでゴリけんをMCに、藤田朋子、椿鬼奴、光ママ（しゃかりき）と過去の名場面を振り返る特別編。                                       | スタジオでゴリけんをMCに、藤田朋子、椿鬼奴、光ママ（しゃかりき）と過去の名場面を振り返る特別編。                                       | スタジオでゴリけんをMCに、藤田朋子、椿鬼奴、光ママ（しゃかりき）と過去の名場面を振り返る特別編。                                       | スタジオでゴリけんをMCに、藤田朋子、椿鬼奴、光ママ（しゃかりき）と過去の名場面を振り返る特別編。                                                        |
| 169    | 10月23日 | スタジオでゴリけんをMCに、前園真聖、磯山さやか、ワッキー（ペナルティ）と過去の名場面を振り返る特別編。                                 | スタジオでゴリけんをMCに、前園真聖、磯山さやか、ワッキー（ペナルティ）と過去の名場面を振り返る特別編。                                 | スタジオでゴリけんをMCに、前園真聖、磯山さやか、ワッキー（ペナルティ）と過去の名場面を振り返る特別編。                                 | スタジオでゴリけんをMCに、前園真聖、磯山さやか、ワッキー（ペナルティ）と過去の名場面を振り返る特別編。                                                  |
| 170    | 10月30日 | スタジオでゴリけんをMCに、前園真聖、磯山さやか、ワッキー（ペナルティ）と過去の名場面を振り返る特別編。                                 | スタジオでゴリけんをMCに、前園真聖、磯山さやか、ワッキー（ペナルティ）と過去の名場面を振り返る特別編。                                 | スタジオでゴリけんをMCに、前園真聖、磯山さやか、ワッキー（ペナルティ）と過去の名場面を振り返る特別編。                                 | スタジオでゴリけんをMCに、前園真聖、磯山さやか、ワッキー（ペナルティ）と過去の名場面を振り返る特別編。                                                  |
| 171    | 11月6日  | もう中学生、こがけん（おいでやすこが）                                                                                                 | 福岡市東区→福岡市博多区→久留米市→うきは市                                                                                              | 〇 | こがけんは番組初の福岡出身の旅人。 |
| 172    | 11月13日 | ウド鈴木（キャイ〜ン）、飯尾和樹（ずん）                                                                                               | 吉富町→香春町→築上町→久山町 | × | 定刻までに福岡空港に到着できずタイムアップ。 |
| 173    | 11月20日 | 宇梶剛士、高橋光臣 | 飯塚市→小竹町→篠栗町→川崎町 | 〇 | |
| 174    | 11月27日 | 渡辺正行、藤田朋子 | 北九州市若松区→八女市→須恵町→朝倉市 | 〇 | |
| 175    | 12月4日  | 河井ゆずる（アインシュタイン）、川西賢志郎（和牛）                                                                                     | 大木町→大牟田市→直方市→大野城市 | 〇 | |
| 176    | 12月11日 | 稲田直樹（アインシュタイン）、水田信二（和牛）                                                                                         | 柳川市→小郡市→筑前町→那珂川市 | 〇 | |
| 177    | 12月18日 | 四千頭身 | 八女市→北九州市八幡東区 →田川市→久留米市                                                                                               | × | |
| 178    | 12月26日 | 山崎銀之丞、スギちゃん | 東峰村→新宮町→北九州市小倉北区→筑紫野市                                                                                                | 〇 | 福岡市出身の俳優・山崎銀之丞が、友人のスギちゃんを連れて里帰りする年末スピンオフ企画『ちょっと福岡帰ってきました!』として放送。この回のみ日曜日の放送。 |

#### 2022年
| 2022年 | 2022年   | 2022年                                                                      | 2022年 | 2022年                                           | 2022年                                                   |
| 回     | 放送日   | 旅人                                                                        | ルート | ミッションクリア                                 | 備考                                                     |
| ------ | -------- | --------------------------------------------------------------------------- | --- | ------------------------------------------------ | -------------------------------------------------------- |
| 179    | 1月8日   | 品川祐（品川庄司）、中岡創一（ロッチ） ゆりやんレトリィバァ、おいでやす小田 | 「品川・中岡チーム」 みやこ町→柳川市→福岡市博多区→太宰府市 「ゆりやん・小田チーム」 北九州市八幡西区→北九州市八幡東区→小郡市→福岡市早良区 | 「品川・中岡チーム」× 「ゆりやん・小田チーム」〇 | 2チーム同時の旅。 18時30分-20時54分の2時間半スペシャル。 |
| 180    | 1月22日  | 友近、阿佐ヶ谷姉妹                                                          | 宮若市→福智町→うきは市→福岡市東区 | 〇                                               |                                                          |
| 181    | 1月29日  | 高良健吾、光ママ（しゃかりき）                                              | 上毛町→飯塚市→北九州市戸畑区→北九州市小倉北区                                                                                             | ×                                                |                                                          |
| 182    | 2月12日  | ワッキー（ペナルティ）、庄司智春（品川庄司）                                | 福岡市東区→筑紫野市→宗像市→福岡市南区 | 〇                                               |                                                          |
| 183    | 2月19日  | すゑひろがりず                                                              | 糸島市→宮若市→筑紫野市→福岡市早良区 | 〇                                               |                                                          |
| 184    | 2月26日  | 柳沢慎吾、剛力彩芽                                                          | 北九州市八幡東区→篠栗町→鞍手町→宗像市 | ×                                                |                                                          |
| 185    | 3月5日   | 小杉竜一（ブラックマヨネーズ）、ロッシー（野性爆弾）                        | 北九州市若松区→北九州市小倉南区→福岡市中央区→那珂川市                                                                                     | 〇                                               |                                                          |
| 186    | 3月12日  | 椿鬼奴、黒沢かずこ（森三中）                                                | 那珂川市→香春町→北九州市門司区→芦屋町 | 〇                                               |                                                          |
| 187    | 3月19日  | 吉田沙保里、川村エミコ（たんぽぽ）                                          | 広川町→篠栗町→福岡市早良区→朝倉市 | ×                                                |                                                          |
| 188    | 4月16日  | 福田悠太（ふぉ〜ゆ〜）、辰巳雄大（ふぉ〜ゆ〜）                              | 赤村→大野城市→筑紫野市 →久山町 | 〇                                               |                                                          |
| 189    | 4月23日  | 木本武宏（TKO）、コカドケンタロウ（ロッチ）                                 | 添田町→新宮町→宮若市→小郡市 | ×                                                |                                                          |
| 190    | 4月30日  | クロちゃん（安田大サーカス）、高橋みなみ                                    | 福智町→朝倉市→古賀市→久留米市 | 〇                                               |                                                          |
| 191    | 5月7日   | Aマッソ                                                                     | 福智町→古賀市→北九州市戸畑区→東峰村 | ×                                                | 7時までに福岡空港にたどり着けずタイムアウト              |
| 192    | 5月14日  | 森田哲矢（さらば青春の光）、ヒコロヒー                                      | 行橋市→太宰府市→直方市→北九州市小倉北区                                                                                                   | 〇                                               |                                                          |
| 193    | 5月21日  | 原田龍二、磯山さやか                                                        | 福智町→遠賀町→東峰村→朝倉市 | 〇                                               |                                                          |
| 194    | 6月4日   | 越岡裕貴（ふぉ〜ゆ〜）、松崎祐介（ふぉ〜ゆ〜）                              | 福岡市博多区→春日市→水巻町→小竹町 | 〇                                               |                                                          |
| 195    | 6月11日  | ナダル（コロコロチキチキペッパーズ）、ゆりやんレトリィバァ                  | 福岡市中央区→大刀洗町→須恵町→川崎町 | 〇                                               |                                                          |
| 196    | 6月18日  | ウド鈴木（キャイ～ン）、飯尾和樹（ずん）                                    | 広川町→大木町→みやま市→中間市 | 〇                                               |                                                          |
| 197    | 7月2日   | 河合郁人（A.B.C-Z）、五関晃一（A.B.C-Z）                                    | みやこ町→新宮町→飯塚市→那珂川市 | 〇                                               |                                                          |
| 198    | 7月30日  | インディアンス（現・ちょんまげラーメン）                                    | 北九州市八幡東区→須恵町→北九州市八幡西区→苅田町                                                                                           | 〇                                               |                                                          |
| 199    | 8月6日   | 吉村崇（平成ノブシコブシ）、横山由依                                        | 篠栗町→宇美町→筑後市→古賀市 | 〇                                               |                                                          |
| 200    | 8月13日  | 土佐兄弟                                                                    | 糸島市→大任町→北九州市小倉南区→福岡市城南区                                                                                               | ×                                                |                                                          |
| 201    | 8月27日  | 薄幸（納言）、やす子                                                        | 北九州市小倉南区→遠賀町→篠栗町→大野城市                                                                                                   | 〇                                               |                                                          |
| 202    | 9月3日   | すゑひろがりず                                                              | 福岡市中央区→中間市→北九州市若松区→豊前市                                                                                                 | 〇                                               |                                                          |
| 203    | 9月24日  | 西川きよし、ケンドーコバヤシ                                                | 福岡市西区→みやこ町→大任町→北九州市戸畑区                                                                                                 | ×                                                |                                                          |
| 204    | 10月22日 | 椿鬼奴、オカリナ（おかずクラブ）                                            | 中間市→福岡市博多区→志免町 →福岡市西区 | 〇                                               |                                                          |
| 205    | 10月29日 | カミナリ                                                                    | 大川市→福智町→岡垣町→嘉麻市 | 〇                                               |                                                          |
| 206    | 11月5日  | ガンバレルーヤ                                                              | 行橋市→篠栗町→田川市→北九州市小倉南区 | 〇                                               |                                                          |
| 207    | 11月12日 | BKB、森田哲矢（さらば青春の光）、屋敷裕政（ニューヨーク）                   | 篠栗町→大木町→粕屋町→太宰府市 | ×                                                | 7時までに福岡空港にたどり着けずタイムアウト              |
| 208    | 11月19日 | 松井玲奈、内田理央                                                          | 上毛町→小郡市→粕屋町→筑紫野市 | 〇                                               |                                                          |
| 209    | 11月26日 | 四千頭身                                                                    | 久山町→筑後市→苅田町→北九州市小倉南区 | ×                                                | 7時までに福岡空港にたどり着けずタイムアウト              |
| 210    | 12月3日  | 井上裕介（NON STYLE）、峯岸みなみ                                           | 新宮町→粕屋町→鞍手町→中間市 | 〇                                               |                                                          |
| 211    | 12月10日 | 宇梶剛士、高橋光臣                                                          | 須恵町→朝倉市→八女市→岡垣町 | ×                                                | 7時までに福岡空港にたどり着けずタイムアウト              |
| 212    | 12月17日 | 松村沙友理、新内眞衣                                                        | うきは市→篠栗町→春日市→広川町 | 〇                                               |                                                          |
| 213    | 12月24日 | 渡辺正行、藤田朋子                                                          | 行橋市→水巻町→古賀市→広川町 | 〇                                               |                                                          |

#### 2023年
| 2023年 | 2023年   | 2023年                                                       | 2023年 | 2023年                                             | 2023年 |
| 回     | 放送日   | 旅人                                                         | ルート | ミッションクリア                                   | 備考 |
| ------ | -------- | ------------------------------------------------------------ | --- | -------------------------------------------------- | --- |
| 214    | 1月7日   | 黒沢かずこ（森三中）、バービー（フォーリンラブ） ミキ        | 「黒沢・バービーチーム」 大牟田市→福岡市城南区→北九州市戸畑区→福岡市南区 「ミキチーム」 福岡市南区→北九州市八幡西区→大野城市→鞍手町 | 「黒沢・バービーチーム」× 「ミキチーム」〇         | 2チーム同時の旅。 18時30分-20時54分の2時間半スペシャル。 「黒沢・バービーチーム」は福岡市南区には到達できず。 |
| 215    | 1月21日  | 空気階段                                                     | 田川市→大木町→うきは市→太宰府市 | ×                                                  | 太宰府市には到達できず。                                                                                      |
| 216    | 1月28日  | 友近、ハリウッドザコシショウ                                 | 大牟田市→みやま市→行橋市→北九州市八幡東区                                                                                           | 〇                                                 | |
| 217    | 2月11日  | 中岡創一（ロッチ）、鈴木拓（ドランクドラゴン）               | 久留米市→添田町→大任町→大野城市 | ×                                                  | 大野城市には到達できず。                                                                                      |
| 218    | 2月18日  | もう中学生、こがけん                                         | 鞍手町→大任町→久山町→古賀市 | 〇                                                 | |
| 219    | 2月25日  | 藤本敏史（FUJIWARA）、ナダル（コロコロチキチキペッパーズ）   | 中間市→大野城市→行橋市→北九州市八幡東区                                                                                             | 〇                                                 | |
| 220    | 3月4日   | 水田信二（和牛）、稲田直樹（アインシュタイン）               | 宇美町→行橋市→嘉麻市→福岡市早良区                                                                                                   | 〇                                                 | |
| 221    | 3月11日  | イワクラ（蛙亭）、荒川（エルフ）                             | 志免町→須恵町→飯塚市→福岡市早良区                                                                                                   | ×                                                  | |
| 222    | 3月18日  | ケンドーコバヤシ、くっきー!（野性爆弾）                      | 久留米市→北九州市門司区→須恵町→飯塚市                                                                                               | 〇                                                 | |
| 223    | 4月8日   | 吉田沙保里、川村エミコ（たんぽぽ） あばれる君、松丸亮吾      | 「吉田・川村チーム」 岡垣町→新宮町→久留米市 「あばれる君・松丸チーム」 宇美町→大野城市→柳川市→須恵町                                | 「吉田・川村チーム」× 「あばれる君・松丸チーム」〇 | 2チーム同時の旅。 18時55分-20時54分の2時間スペシャル。 「吉田・川村チーム」はタイムアップ。                   |
| 224    | 4月15日  | 福田悠太（ふぉ〜ゆ〜）、辰巳雄大（ふぉ〜ゆ〜）               | 筑前町→岡垣町→宇美町→古賀市 | ×                                                  | |
| 225    | 4月29日  | 小杉竜一（ブラックマヨネーズ）、ロッシー（野性爆弾）         | 小郡市→北九州市戸畑区→香春町→宗像市                                                                                                 | ×                                                  | |
| 226    | 5月6日   | Aマッソ                                                      | 柳川市→みやこ町→大野城市→春日市 | 〇                                                 | |
| 227    | 5月20日  | 越岡裕貴（ふぉ〜ゆ〜）、松崎祐介（ふぉ〜ゆ〜）               | 岡垣町→鞍手町→直方市→大任町 | 〇                                                 | |
| 228    | 6月3日   | クロちゃん（安田大サーカス）、高橋みなみ                     | 新宮町→赤村→太刀洗町→嘉麻市 | ×                                                  | タイムオーバー（福岡空港には7時10分に到着）                                                                   |
| 229    | 6月10日  | ヨネダ2000                                                   | 大任町→飯塚市→春日市→朝倉市 | 〇                                                 | |
| 230    | 6月17日  | 河合郁人（A.B.C-Z）、嶋佐和也（ニューヨーク）                | 福岡市博多区→古賀市→福岡市東区 | ×                                                  | |
| 231    | 6月24日  | おかずクラブ                                                 | 鞍手町→吉富町→福智町→北九州市八幡西区                                                                                               | 〇                                                 | |
| 232    | 7月8日   | ぼる塾（きりやはるか、あんり、田辺智加）                     | 糸島市→久留米市→小郡市→福岡市東区                                                                                                   | 〇                                                 | この放送で200回を迎えた。                                                                                     |
| 233    | 8月5日   | コカドケンタロウ（ロッチ）、平野ノラ                         | 福智町→宗像市→小郡市→福岡市博多区                                                                                                   | 〇                                                 | |
| 234    | 9月9日   | ぺこぱ                                                       | 桂川町→遠賀町→北九州市八幡東区→直方市                                                                                               | 〇                                                 | |
| 235    | 9月23日  | 見取り図                                                     | 嘉麻市→久留米市→福岡市中央区→中間市                                                                                                 | ×                                                  | |
| 236    | 10月28日 | イワクラ（蛙亭）、荒川（エルフ）、熊元プロレス（紅しょうが） | 嘉麻市→福岡市南区→北九州市八幡西区→篠栗町                                                                                           | 〇                                                 | |
| 237    | 11月4日  | 宇梶剛士、田中要次                                           | 北九州市若松区→うきは市→春日市→糸島市                                                                                               | ×                                                  | |
| 238    | 11月11日 | 井上裕介（NON STYLE）、ギャロップ                            | 北九州市戸畑区→鞍手町→飯塚市→苅田町                                                                                                 | 〇                                                 | |
| 239    | 11月18日 | あばれる君、春日俊彰（オードリー）                           | 田川市→大野城市→川崎町→筑前町 | 〇                                                 | |
| 240    | 11月25日 | 菅良太郎（パンサー）、向井慧（パンサー）                     | 糸田町→宇美町→久留米市→筑前町 | 〇                                                 | |
| 241    | 12月2日  | ウド鈴木（キャイ～ン）、飯尾和樹（ずん）                     | 北九州市若松区→鞍手町→北九州市八幡東区→遠賀町                                                                                       | 〇                                                 | |
| 242    | 12月9日  | りんたろー。（EXIT）、山添寛（相席スタート）                 | 志免町→北九州市八幡東区→小竹町→岡垣町                                                                                               | 〇                                                 | |
| 243    | 12月16日 | 尾形貴弘（パンサー）、根建太一（囲碁将棋）                   | 古賀市→宮若市→大川市→うきは市 | ×                                                  | うきは市には到達できず。                                                                                      |
| 244    | 12月23日 | 渡辺正行、藤田朋子                                           | 宗像市→篠栗町→那珂川市→大刀洗町 | 〇                                                 | |

#### 2024年
| 2024年 | 2024年   | 2024年                                                                                    | 2024年 | 2024年                                                    | 2024年                                                     |
| 回     | 放送日   | 旅人                                                                                      | ルート | ミッションクリア                                          | 備考                                                       |
| ------ | -------- | ----------------------------------------------------------------------------------------- | --- | --------------------------------------------------------- | ---------------------------------------------------------- |
| 245    | 1月6日   | ケンドーコバヤシ、山添寛（相席スタート）、青山フォール勝ち（ネルソンズ） ミキ、山之内すず | 「ケンコバ・山添・青山チーム」 苅田町→福智町→築上町→新宮町 「ミキ・山之内チーム」 芦屋町→水巻町→大川市→太宰府市            | 「ケンコバ・山添・青山チーム」〇 「ミキ・山之内チーム」〇 | 3人x2チーム同時の旅。 18時55分-20時54分の2時間スペシャル。 |
| 246    | 1月20日  | いとうあさこ、イモトアヤコ                                                                | 赤村→福岡市中央区→筑紫野市→福岡市東区                                                                                      | 〇                                                        |                                                            |
| 247    | 1月27日  | 阿佐ヶ谷姉妹、はいだしょうこ                                                              | 北九州市小倉北区→太宰府市→福岡市南区→北九州市八幡西区                                                                      | 〇                                                        |                                                            |
| 248    | 2月3日   | 高良健吾、光ママ（しゃかりき）                                                            | 福岡市中央区→糸島市→築上町                                                                                                 | ×                                                         |                                                            |
| 249    | 2月10日  | 稲田直樹（アインシュタイン）、ハシヤスメ・アツコ                                          | 添田町→北九州市小倉南区→太宰府市→新宮町                                                                                    | 〇                                                        | ハシヤスメ・アツコは福岡出身                               |
| 250    | 2月17日  | おかずクラブ                                                                              | 糸島市→田川市→須恵町→大刀洗町                                                                                              | 〇                                                        |                                                            |
| 251    | 3月2日   | JP、Mr.シャチホコ                                                                         | 宇美町→みやま市→田川市→桂川町                                                                                              | 〇                                                        |                                                            |
| 252    | 3月9日   | ぼる塾（きりやはるか、あんり、田辺智加）                                                  | 香春町→北九州市八幡西区→川崎町                                                                                             | ×                                                         |                                                            |
| 253    | 3月16日  | 小杉竜一（ブラックマヨネーズ）、ロッシー（野性爆弾）                                      | 須恵町→春日市→朝倉市→芦屋町                                                                                                | ×                                                         |                                                            |
| 254    | 3月23日  | 紅しょうが                                                                                | 直方市→福津市→大木町 | ×                                                         |                                                            |
| 255    | 4月6日   | ワッキー（ペナルティ）、庄司智春（品川庄司） ぺこぱ                                       | 「ワッキー・庄司チーム」 水巻町→粕屋町→嘉麻市→朝倉市 「ぺこぱチーム」 筑前町→志免町→篠栗町→粕屋町                          | 「ワッキー・庄司チーム」〇 「ぺこぱチーム」〇             | 2チーム同時の旅。 18時55分-20時54分の2時間スペシャル。     |
| 256    | 4月13日  | トム・ブラウン                                                                            | 北九州市小倉北区→福岡市中央区→北九州市門司区                                                                               | ×                                                         |                                                            |
| 257    | 4月20日  | コカドケンタロウ（ロッチ）、あばれる君                                                    | 福智町→大刀洗町→北九州市八幡東区→宇美町                                                                                    | ×                                                         |                                                            |
| 258    | 4月27日  | 河井ゆずる（アインシュタイン）、嶋佐和也（ニューヨーク）                                  | 北九州市門司区→志免町→嘉麻市→宇美町                                                                                        | 〇                                                        |                                                            |
| 259    | 5月4日   | おいでやす小田、ゆりやんレトリィバァ                                                      | 宮若市→大川市→福岡市博多区                                                                                                 | ×                                                         |                                                            |
| 260    | 5月11日  | 岡田圭右（ますだおかだ）、中西茂樹（なすなかにし）                                        | 大川市→那珂川市→筑紫野市→福岡市西区                                                                                        | ×                                                         |                                                            |
| 261    | 5月18日  | ハリウッドザコシショウ、くっきー!（野性爆弾）                                             | 東峰村→福岡市城南区→福岡市東区                                                                                             | ×                                                         |                                                            |
| 262    | 5月25日  | 森田哲矢（さらば青春の光）、みなみかわ 東ブクロ（さらば青春の光）、リリー（見取り図）     | 「森田・みなみかわチーム」 大牟田市→福岡市西区→久留米市→福岡市城南区 「東・リリーチーム」 糸田町→福岡市早良区→福岡市中央区 | 「森田・みなみかわチーム」〇 「東・リリーチーム」×        | 2チーム同時の旅。 18時55分-20時54分の2時間スペシャル。     |
| 263    | 6月1日   | Aマッソ                                                                                   | 赤村→直方市→岡垣町→久留米市                                                                                                | ×                                                         |                                                            |
| 264    | 6月8日   | カミナリ                                                                                  | 東峰村→大任町→那珂川市→八女市                                                                                              | ×                                                         | タイムオーバー                                             |
| 265    | 6月22日  | 鬼龍院翔（ゴールデンボンバー）、ライス                                                    | 直方市→吉富町→福岡市城南区                                                                                                 | ×                                                         |                                                            |
| 266    | 6月29日  | 盛山晋太郎（見取り図）、田渕章裕（インディアンス〈現・ちょんまげラーメン〉）              | 北九州市八幡東区→大牟田市→大刀洗町→直方市                                                                                  | ×                                                         |                                                            |
| 267    | 7月6日   | 吉村崇（平成ノブシコブシ）、サルゴリラ                                                    | 朝倉市→筑後市→春日市→飯塚市                                                                                                | 〇                                                        |                                                            |
| 268    | 7月13日  | 伊藤俊介（オズワルド）、サーヤ（ラランド）                                                | 小郡市→芦屋町→水巻町→春日市                                                                                                | 〇                                                        |                                                            |
| 269    | 8月3日   | ナダル（コロコロチキチキペッパーズ）、山下健二郎（三代目 J SOUL BROTHERS）                | 大木町→筑紫野市→遠賀町→福津市                                                                                              | 〇                                                        |                                                            |
| 270    | 8月10日  | 大友花恋、水谷果穂                                                                        | 筑後市→田川市→北九州市若松区→宮若市                                                                                        | 〇                                                        |                                                            |
| 271    | 8月17日  | 福田悠太（ふぉ〜ゆ〜）、辰巳雄大（ふぉ〜ゆ〜）、室龍太                                    | 小郡市→那珂川市→福岡市南区→北九州市小倉南区                                                                                | 〇                                                        |                                                            |
| 272    | 8月24日  | ヤーレンズ                                                                                | 大野城市→福岡市中央区→小郡市→春日市                                                                                        | 〇                                                        |                                                            |
| 273    | 9月7日   | 井上裕介（NON STYLE）、美山加恋                                                           | 糸島市→鞍手町→須恵町→篠栗町                                                                                                | 〇                                                        |                                                            |
| 274    | 9月28日  | くっきー!（野性爆弾）、後藤輝基（フットボールアワー）                                     | 北九州市八幡西区→うきは市→大牟田市                                                                                         | ×                                                         |                                                            |
| 275    | 10月5日  | 宇梶剛士、田中要次                                                                        | 那珂川市→みやま市→宇美町→筑後市                                                                                            | 〇                                                        |                                                            |
| 276    | 10月12日 | 岡田紗佳、中田花奈                                                                        | 大任町→福岡市早良区→福岡市城南区→須恵町                                                                                    | 〇                                                        |                                                            |
| 277    | 10月19日 | 王林、井桁弘恵                                                                            | 福岡市城南区→太宰府市→福岡市早良区→福岡市東区                                                                              | 〇                                                        |                                                            |
| 278    | 10月26日 | マユリカ                                                                                  | 桂川町→赤村→福岡市博多区                                                                                                   | ×                                                         |                                                            |
| 279    | 11月2日  | 盛山晋太郎（見取り図）、槙野智章                                                          | 築上町→遠賀町→福岡市中央区→福岡市博多区                                                                                    | 〇                                                        |                                                            |
| 280    | 11月9日  | 丸山礼、村重杏奈                                                                          | 宇美町→久留米市→須恵町 | ×                                                         |                                                            |
| 281    | 11月16日 | 小宮浩信（三四郎）、ともしげ（モグライダー）                                              | 小竹町→糸島市→上毛町 | ×                                                         |                                                            |
| 282    | 11月23日 | 鬼越トマホーク                                                                            | 北九州市小倉北区→小竹町→芦屋町→豊前市                                                                                      | ×                                                         | タイムオーバー（福岡空港には7時10分に到着）                |
| 283    | 11月30日 | あばれる君、春日俊彰（オードリー）                                                        | 北九州市若松区→粕屋町→糸島市                                                                                               | ×                                                         |                                                            |
| 284    | 12月7日  | 川島明（麒麟）、おいでやす小田                                                            | 福津市→広川町→筑後市→北九州市小倉南区                                                                                      | 〇                                                        |                                                            |
| 285    | 12月14日 | ケンドーコバヤシ、柏木由紀                                                                | 北九州市若松区→嘉麻市→大川市                                                                                               | ×                                                         |                                                            |
| 286    | 12月21日 | 和田正人、駒木根隆介                                                                      | 筑紫野市→直方市→志免町→北九州市八幡東区                                                                                    | 〇                                                        |                                                            |

#### 2025年
| 2025年 | 2025年  | 2025年                                                                | 2025年 | 2025年                                                   | 2025年                                                          |
| 回     | 放送日  | 旅人                                                                  | ルート | ミッションクリア                                         | 備考                                                            |
| ------ | ------- | --------------------------------------------------------------------- | --- | -------------------------------------------------------- | --------------------------------------------------------------- |
| 287    | 1月11日 | リリー（見取り図）、東京ホテイソン 嶋佐和也（ニューヨーク）、河合郁人 | 「リリー・東京ホテイソンチーム」 川崎町→大牟田市→水巻町 「嶋佐・河合チーム」 篠栗町→朝倉市→北九州市小倉南区→福津市 | 「リリー・東京ホテイソンチーム」× 「嶋佐・河合チーム」〇 | 3人&2人の2チーム同時の旅。 18時55分-20時54分の2時間スペシャル。 |
| 288    | 1月18日 | 田口浩正、深川麻衣                                                    | 宗像市→みやこ町→福岡市西区                                                                                         | ×                                                        | 田口浩正は福岡出身                                              |
| 289    | 1月25日 | 渡辺正行、藤田朋子                                                    | 筑紫野市→福津市→嘉麻市→宮若市                                                                                      | 〇                                                       |                                                                 |
| 290    | 2月1日  | 堀未央奈、森香澄                                                      | 八女市→うきは市→水巻町→福岡市東区                                                                                  | ×                                                        | 福岡市東区には到達できず。                                      |
| 291    | 2月8日  | 鈴木拓（ドランクドラゴン）、中岡創一（ロッチ）                        | 築上町→北九州市八幡西区→福岡市城南区→那珂川市                                                                      | ×                                                        |                                                                 |
| 292    | 2月15日 | JP、お見送り芸人しんいち                                              | 志免町→水巻町→宮若市                                                                                               | ×                                                        |                                                                 |
| 293    | 2月22日 | 井上裕介（NON STYLE）、ユーキ（超特急）                               | 宗像市→宮若市→北九州市戸畑区→飯塚市                                                                                | ×                                                        | タイムオーバー                                                  |
| 294    | 3月1日  | 小杉竜一（ブラックマヨネーズ）、ロッシー（野性爆弾）                  | 大任町→大刀洗町→宇美町→行橋市                                                                                      | ×                                                        | 行橋市には到達できず。                                          |
| 295    | 3月8日  | 越岡裕貴（ふぉ〜ゆ〜）、松崎祐介（ふぉ〜ゆ〜）                        | 大刀洗町→吉富町→苅田町→八女市                                                                                      | 〇                                                       |                                                                 |
| 296    | 3月15日 | 菅田愛貴（超ときめき♡宣伝部）、吉川ひより（超ときめき♡宣伝部）        | 福岡市東区→北九州市小倉北区→福岡市西区→篠栗町                                                                      | 〇                                                       |                                                                 |
| 297    | 3月29日 | 稲田直樹（アインシュタイン）、亜生（ミキ） 昴生（ミキ）、山之内すず   | 「稲田・亜生チーム」 朝倉市→うきは市→粕屋町→糸島市 「昴生・山之内チーム」 みやこ町→嘉麻市→広川町                   | 「稲田・亜生チーム」〇 「昴生・山之内チーム」×           | 2チーム同時の旅。 20時00分-22時09分の2時間スペシャル。          |
| 298    | 4月5日  | 藤本敏史（FUJIWARA）、熊田曜子                                        | 豊前市→上毛町→うきは市→久留米市                                                                                    | ×                                                        | タイムオーバー                                                  |
| 299    | 4月12日 | クロちゃん（安田大サーカス）、高橋みなみ                              | 福岡市西区→宇美町→鞍手町→中間市                                                                                    | 〇                                                       |                                                                 |
| 300    | 4月26日 | 盛山晋太郎（見取り図）、槙野智章                                      | 須恵町→鞍手町→筑紫野市→春日市                                                                                      | 〇                                                       |                                                                 |
| 301    | 5月3日  | 河井ゆずる（アインシュタイン）、山崎紘菜                              | 大任町→北九州市八幡東区→香春町                                                                                     | ×                                                        |                                                                 |
| 302    | 5月17日 | りんたろー。（EXIT）、山添寛（相席スタート）                          | 篠栗町→筑紫野市→大川市                                                                                             | ×                                                        |                                                                 |
| 303    | 5月31日 | トム・ブラウン                                                        | 行橋市→須恵町→柳川市                                                                                               | ×                                                        |                                                                 |
| 304    | 6月7日  | Aマッソ                                                               | 福岡市中央区→福岡市城南区→北九州市若松区→福津市                                                                    | 〇                                                       |                                                                 |
| 305    | 7月12日 | イワクラ（蛙亭）、熊元プロレス（紅しょうが）、荒川（エルフ）          | 添田町→福津市→那珂川市                                                                                             | ×                                                        |                                                                 |
| 306    | 8月2日  | 尾上松也、宮下兼史鷹（宮下草薙）                                      | 福岡市南区→豊前市→直方市→うきは市                                                                                  | 〇                                                       |                                                                 |
| 307    | 8月9日  | ヤーレンズ                                                            | 遠賀町→行橋市→福智町                                                                                               | ×                                                        |                                                                 |
| 308    | 8月23日 | 黒川智花、瀧本美織                                                    | |                                                          |                                                                 |

## テーマ曲
- オープニング - カントリー・ロード（美吉田月によるカバー曲）

- ジングル - ハレハレ☆パレード（LinQ）